# Pietro Nobile
Pietro Nobile (Peter von Nobile; Tesserete blizu Campestra (Ticino), 11. listopada 1774. - Beč, 7. studenog 1854.), talijanski arhitekt koji se smatra jednim od istaknutih arhitekata kasnog klasicizma u Beču.

## Životopis
Rođen je 1776. godine u selu Tesserete blizu Campestra u švicarskom kantonu Ticino. Otac mu se rano s obitelji preseljava u Trst gdje mali Pietro pohađa školu. Dalje se obrazuje u Rimu kod Antonija Canove, a studij arhitekture završava u Beču. Godine 1819. postaje pročelnikom odjela za arhitekturu na Bečkoj Akademiji likovnih umjetnosti. Pietro Nobile je živio između Trsta i Beča, ali je poslovno puno putovao po Austriji, Ugarskoj, Italiji, Njemačkoj i Hrvatskoj. U više je navrata boravio u rodnome mjestu jer je projektirao jedan hotel i gradsku palaču u Luganu, a uz pomoć švicarske vlade utemeljuje 1844. godine u Tesseretu školu likovnih umjetnosti.
Krajem godine 1807. imenovan je inženjerom Ureda za graditeljstvo koji je bio nadležan za Trst, Istru, Akvileju i Goricu. Projektirao je novogradnje i nadzirao njihovu izvedbu. Godine 1810. službeno je imenovan glavnim inženjerom graditeljstva mostova i cesta za Ilirsko primorje s nadležnošću na području Istre, civilne i vojne Hrvatske, a sam je proširio svoje djelovanje na područje Dalmacije. Godine 1813. Nobile predlaže francuskim vlastima cjeloviti projekt zaštite spomenika "Projet relatif aux Antiquitées Architectoniques d'Illyrie". 
Projektirao je obalnu cestu od Kopra do Pule, izradio nove nacrte, skice i crteže spomenika, pritom su mu najvažniji bili Amfiteatar, Augustov hram i slavoluk Sergijevaca (Zlatna vrata). Nobileov plan i projekt izgradnje svjetionika na rtu Donja Savudrija ostvaren je 1818. godine (svjetionik je i danas u uporabi). Navodno je taj svjetionik prvi u Europi imao plinsko svjetlo. Za zaštitu spomenika u Puli učinio je mnogo više od bilo koga prije njega. Pietro Nobile je započeo sustavnu obradu antičke baštine u Hrvatskoj i ostavio početnu dokumentaciju.
Među njegovim glavnim djelima u Beču spadaju Äußeres Burgtor na Heldenplatzu i Theseustempel u Volksgartenu podignut 1819. – 1823. Štoviše, prema Nobileovim planovima podignuto je novo kazalište u Grazu koje je prethodno stradalo u požaru 1823. godine. Sljedeće važno mjesto Nobileovog djelovanja bio je austrijski lučki grad Trst gdje je 1817. podignuo zdanje Palazzo Costanzi, a 1842. crkvu Sant'Antonio Nuovo u Borgo Teresiano.
Njegovo grobno mjesto nalazi se na Bečkom centralnom groblju nakon što je premješteno s groblja sv. Marxa.
- Äußeres Burgtor na Ringstrasseu
- Theseustempel
- Sant'Antonio Nuovo u Trstu

## Vanjske poveznice
- Biografija Pietra Nobila  Arhivirana inačica izvorne stranice od 4. ožujka 2016. (Wayback Machine) (na njemačkom)